# Міноносці типу 1923
Міноносці типу 1923 (також відомий як тип «Раубфугель» (хижі птахи) або тип «Мюве») був групою з шести міносців, побудованих для Рейхсмаріне впродовж 1920-х років. 

## Конструкція
Проєкт походить від великого міноносця періоду Першої світової війни H145. Відбулося певне збільшення розмірів кораблів при подібному озброєнні та швидкості. Міноносці не так заливало водою при русі, як попередника, втім значна вітрильність  "робила майже унеможливлювала збереження курсу при вітрі на низькій швидкості". Конструкцію також криткували за занадто потужне торпедне озброєння для тих завдань, які кораблі реально виконували під час Другої світової.

## Історія служби
Як частина перейменованого Крігсмаріне, міноносці регулярно залучалися до патрулювання невтручання під час громадянської війни в Іспанії наприкінці 1930-х років. Під час Другої світової війни вони зіграли незначну роль у Норвезькій кампанії 1940 року, «Альбатрос» загинув, коли сів на мілину. Міноносці типу 1923 наступні кілька місяців охороняли мінні загороджувачі при закладці мінних полів та супроводжували більші кораблі, перш ніж мінносці були направлені до Франції приблизно у вересні. У цей час «Мюве» був торпедований і не повернувся до строю до 1942 року. Міноносці самі почали закладати мінні поля у вересні і продовжували це робити до кінця війни.
Після переобладнання на початку 1941 року міноносці  були направлені до Скаггераку, де виконували функції кораблів ескорту. Більшість уцілілих міноносців повернулися до Франції в 1942 році та допомогли супроводжувати лінійні кораблі типу «Шарнгорст», що прорвалися з Франції до Німеччини через Ла-Манш у ході операції «Цербер». Вони допомагали супроводжувати проривачів блокади, торгових рейдерів і підводних човнів через Ла-Манш і Біскайську затоку протягом 1942 і 1943 років. «Зееадле» був потоплений під час супроводу торгового рейдера на початку 1942 року. «Грайф», однак, проходив модернізацію впродовж усього 1942 року, а потім був призначений для виконання функцій ескорту в норвезьких водах, перш ніж приєднатися до однотипних міноносців у Франції в середині 1943 року.
У 1944 році міноносці типу 1923 переважно використовували для мінування. «Грайф» був потоплений британськими літаками, а «Кондор»  був сильно пошкоджений міною в травні. Два вцілілі справні міноносці, «Фальке» і «Мюве», атакували кораблі союзників під час вторгнення в Нормандію в червні, але вони були потоплені британськими бомбардувальниками пізніше того ж місяця. «Кондор», останній уцілілий, був виведений з ладу бомбардувальниками наприкінці липня.